# Гондрвил (Лоаре)
Гондрвил (фр. Gondreville) је насељено место у Француској у региону Центар, у департману Лоаре.
По подацима из 2011. године у општини је живело 366 становника, а густина насељености је износила 45,35 становника/km².

## Демографија
| 1962. | 1968. | 1975. | 1982. | 1990. | 2011. |
| ----- | ----- | ----- | ----- | ----- | ----- |
| 348   | 336   | 292   | 320   | 344   | 366   |